# Вардудж
Вардудж (в верховьях Санглич) — река в север-восточной части Афганистана, протекающая по территории провинции Бадахшан. Правый и самый крупный приток реки Кокча.
Длина — 113 км, по прямой — 90 км, коэффициент извилистости — 1,22 %, сумма длин русловых образований — 305 км. Среднегодовой расход воды у гидропоста «Шашпул» — 54,3 м³/с. Площадь водосбора — 4500 км². Высота истока — 5000 м, устья — 1354 м. Средний уклон — 3,23 %.
Берёт начало на северных склонах Гиндукуша, в наиболее увлажнённой части Северного Афганистана. До города Зебак протекает в узкой долине, местами представляющая собой ущелья ограниченные скалистыми склонами. Далее долина достигает ширины в 1—2 км. Местами встречаются узкие заболоченные поймы.